# 環球資源控股
環球資源控股有限公司，環球資源控股（英語：Global Palm Resources Holdings Limited，SGX：K6J）是一家印度尼西亚农业公司。

## 历史
在1991年由陳洪杰博士（董事長）創立。業務在印尼種植棕櫚銷售及生產。總部位於105 Cecil Street, #24-01, The Octagon, Singapore 069534。股份在2010年4月29日於新加坡交易所主板上市。招股價為0.46坡元，配售股份為110,000,000股，集資額為50,600,000坡元。

## 連結
- GPRHoldings.com （页面存档备份，存于）